# Le Jour de la comtesse
Le Jour de la comtesse est un roman israélien de David Shahar publié en 1980. Il s'inscrit dans la série Le Palais des vases brisés, dont il constitue le troisième tome. 
La traduction française paraît le 2 octobre 1981 aux éditions Gallimard. Ce roman reçoit la même année le prix Médicis étranger.

## Éditions
- Le Jour de la comtesse, éditions Gallimard, 1981  (ISBN 978-2070263332).